# Canoe Lake, Scarfe Township
Canoe Lake är en sjö i Algoma District i provinsen Ontario i den sydöstra delen av Kanada. Canoe Lake är uppdelad i två långsmala bassänger sammanbundna av trånga sund. Sjön ligger 208 meter över havet. Arean är 169 hektar, medeldjupet är 4,8 meter och maxdjupet är 10,0 meter. Sjön genomlöps av vattendraget Blind River med inlopp i norr och utlopp i söder.
Vid utloppet av Canoe Lake finns en damm för vattenkraft. Vattenkraftverket består av en betongdamm, 150 meter långa ståltuber som leder vattnet ner till kraftstationen med effekten 2,0 MW, där två Francisturbiner med märkflödet är 5,2 m³/s vardera finns. Utloppet är i norra ändan av High Lake. Stationen byggdes 1986-1987. Elektricitet har utvunnits här sedan 1914.